# Dysphania doubledayi
Dysphania doubledayi là một loài bướm đêm trong họ Geometridae.